# Gerhard Sälter
Gerhard Sälter (* 1962) ist ein deutscher Historiker, Autor und seit 2001 wissenschaftlicher Mitarbeiter der Gedenkstätte Berliner Mauer, der sich mit den Opfern und Tätern der DDR-Grenztruppen und der Geschichte des Bundesnachrichtendienstes (BND) beschäftigt.

## Leben
Sälter studierte von 1984 bis 1992 Geschichtswissenschaft an der Freien Universität Berlin und promovierte im Jahr 2000. Von 1999 bis 2001 war Sälter freier wissenschaftlicher Mitarbeiter der Gedenkstätte Bautzen und des Landesbeauftragten für die Stasi-Unterlagen in Sachsen und ist seit 2001 wissenschaftlicher Mitarbeiter der Gedenkstätte Berliner Mauer. Von 2009 bis 2012 leitete er eine Arbeitsgruppe zur Erforschung der Todesopfer in Berlin, die im Zeitraum 1948 bis 1961 im Zusammenhang des DDR-Grenzregimes zu Tode kamen. Als Ergebnis erschien 2016 die Veröffentlichung Die vergessenen Toten. Todesopfer des DDR-Grenzregimes in Berlin von der Teilung bis zum Mauerbau (1948–1961). Von 2012 bis 2015 war er Mitarbeiter der „Unabhängigen Historikerkommission zur Erforschung der Geschichte des Bundesnachrichtendienstes (BND) 1945 bis 1968“ an der Philipps-Universität Marburg. Am 1. Januar 2025 begann er die Arbeit als Projektleiter „Diensteinheiten des MfS“ im Bundesarchiv / Stasiunterlagenarchiv.

## Schriften (Auswahl)
- NS-Kontinuitäten im BND: Rekrutierung, Diskurse, Vernetzungen. Christoph Links Verlag, Berlin 2022, ISBN 978-3-96289-131-2.
- Berlin Wall Memorial: The GDR Border Regime in Central Berlin. Christoph Links Verlag, Berlin 2018.
- Phantome des Kalten Krieges. Die Organisation Gehlen und die Wiederbelebung des Gestapo-Feindbildes „Rote Kapelle“. Ch. Links, Berlin 2016, ISBN 978-3-86153-921-6.
- mit Johanna Dietrich und Fabian Kuhn: Die vergessenen Toten. Todesopfer des DDR-Grenzregimes in Berlin von der Teilung bis zum Mauerbau (1948–1961). Ch. Links, Berlin 2016, ISBN 978-3-86153-933-9.
- Die Berliner Mauer: Ausstellungskatalog der Gedenkstätte Berliner Mauer. Christoph Links Verlag, Berlin 2015, ISBN 978-3-86153-858-5.
- Grenz- und Geisterbahnhöfe im geteilten Berlin. Christoph Links Verlag, Berlin 2013, ISBN 978-3-86153-723-6.
- Ultima ratio: Der 13. August 1961. Der Mauerbau, die Blockkonfrontation und die Gesellschaft der DDR. Konrad-Adenauer-Stiftung, Berlin 2011, ISBN 978-3-942775-26-7.
- „Verschüttet“: Leben, Bombentod und Erinnerung an die Berliner Familie Jaschkowitz. Hentrich & Hentrich, Berlin 2011, ISBN 978-3-942271-24-0.
- Grenzpolizisten: Konformität, Verweigerung und Repression in der Grenzpolizei und den Grenztruppen der DDR 1952 bis 1965. Ch. Links, Berlin 2011, ISBN 978-3-86153-529-4.
- Polizei und soziale Ordnung in Paris: zur Entstehung und Durchsetzung von Normen im städtischen Alltag des Ancien Régime (1697–1715). Klostermann, Frankfurt am Main 2004, ISBN 978-3-465-03298-4.